# Cafreal

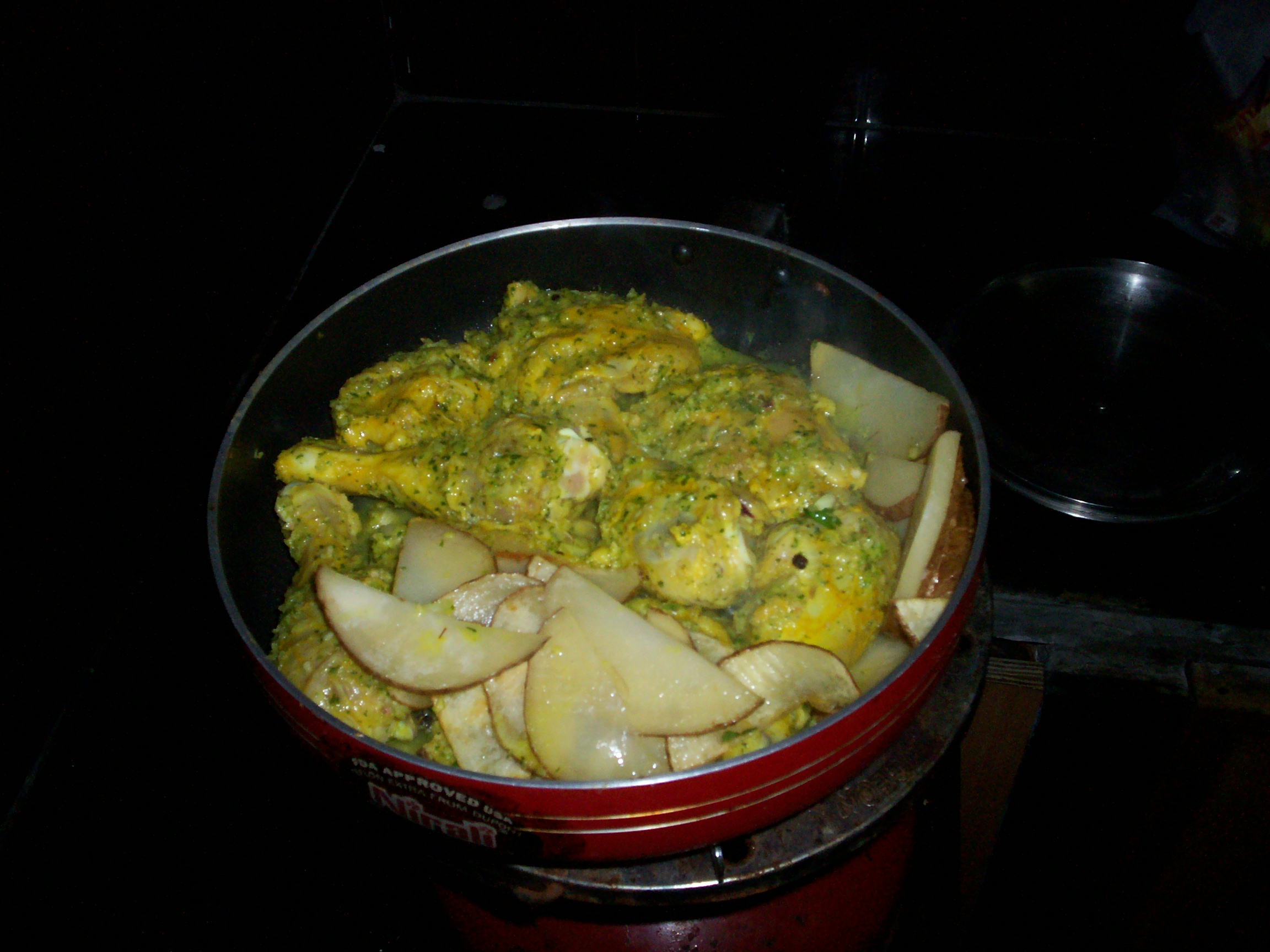
Cafreal em preparação

Cafreal é um prato picante de galinha muito popular na antiga colónia portuguesa e atual estado indiano de Goa. A designação é também aplicada à mistura de especiarias e condimentos (masala) usados na preparação do prato, mistura essa que tanto pode ser usada em galinha e frango como noutras carnes, peixe, vegetais ou queijo.
A masala, de cor verde amarelada, é composta de folhas frescas de coentro, cebola, alho, gengibre, canela, malagueta, pimenta, noz-moscada, cravo-da-índia moído e sumo de lima. O frango cafreal é feito com patas inteiras de galinha fritas com condimento; normalmente é acompanhado com fatias de batata e de limão.
Supõe-se que o prato teve origem nas colónias portuguesas em África, mais provavelmente em Moçambique. "Cafreal" significa "referente a cafre" e cafre era a designação dos habitantes da Cafraria, a região da África Austral habitada por povos não muçulmanos. Segundo esta hipótese, o frango cafreal deriva do frango piri-piri típico daquelas paragens. Em muitos contextos e locais do mundo, frango piri-piri e frango cafreal designam o mesmo prato, mas em Goa são duas coisas bem distintas, até na cor, já que o primeiro é vermelho.